# Dirk Wilutzky
Dirk Wilutzky (* 2. Februar 1965 in Herleshausen) ist ein deutscher Filmproduzent und Regisseur.

## Leben
Dirk Wilutzky studierte zwei Jahre Philosophie und Rhetorik an der Eberhard Karls Universität Tübingen. Von 1991 bis 1993 arbeitete er als Regieassistent am Landestheater Eisenach. 1993 zog er nach Berlin, wo er sich in verschiedenen Positionen an Filmproduktionen, vorrangig Dokumentarfilmen und Fernsehserien beteiligte. 2005 hatte er mit dem Dokumentarfilm The Fleetingness sein Regiedebüt. 2007 folgte Pitching in Hollywood. Seit 2010 ist er an der Kurz-Dokumentarfilm-Reihe Was tun? des deutsch-französischen Fernsehsenders Arte beteiligt. Seine Produktion Citizenfour erhielt bei der Oscarverleihung 2015 den Oscar als bester Dokumentarfilm gemeinsam mit Mathilde Bonnefoy und Laura Poitras.

## Filmografie (Auswahl)

### Regisseur
- 2005: The Fleetingness
- 2007: Pitching in Hollywood
- 2011: Was tun?

### Produzent
- 2009: Deutschland 09 – 13 kurze Filme zur Lage der Nation
- 2010: Soul Boy
- 2011: Und wir sind nicht die Einzigen
- 2014: Citizenfour

### Produktionsmanager
- 1998: Wolffs Revier (Fernsehserie)
- 1998: Der Clown (Fernsehserie)
- 2002: Bowling for Columbine
- 2003: The Soul of a Man